# Scheqalim (Mischna)
Scheqalim / שקלים (deutsch „Schekel“) ist ein Traktat der Mischna in der Ordnung Mo'ed (Festzeiten, Festtag).

## Inhalt
Der Traktat behandelt Bestimmungen für die nach Ex 30,11-16 (jährlich) fällige Abgabe in Höhe eines halben Schekels, den erwachsene Männer von über 20 Jahren zur Aufrechterhaltung des Tempeldienstes zu zahlen hatten. Diese Abgabe war vor den drei jüdischen Wallfahrtsfesten (Pessach, Schawuot und Sukkot) zu entrichten. Vermutlich daher ist der Traktat in der Ordnung Moed (Festzeiten) eingeordnet und nicht in Kodaschim, welchletztere sich mit ähnlichen Fragen befasst.
Im Einzelnen werden folgende Fragen behandelt:
- Wann und von wem hat die Abgabe in welcher Höhe gezahlt zu werden (Kapitel 1 und 2).
- Wie wird die Abgabe im Tempel verwaltet und wozu darf sie Verwendung finden (Kapitel 3 und 4).
- Welche Beamten waren am Tempel für Einzug und Verwaltung der Abgabe zuständig (Kapitel 5).
- Wie ist mit Geld umzugehen, welches auf dem Tempelgelände gefunden wird (Kapitel 7).

Daneben gibt es eine Liste von Gegenständen und Bestimmungen, die mit der Zahl 13 verbunden sind (Kapitel 6), sowie Bestimmungen über Reinheit und Unreinheit im Tempel, in Jerusalem und außerhalb der Stadt (Kapitel 8). Beide Kapitel sind thematisch nur lose mit der Hauptfrage der Tempelabgabe verbunden.
Die diskutierten Fragen waren zur Zeit der Abfassung des Traktates rein theoretischer Natur, da der Tempel bereits zerstört wurde. Die letzte Mischna des Traktates verdeutlicht das:

„Die Scheqel und die Erstlinge haben keine Gültigkeit außer im Angesicht des Tempels, aber Getreide- und Viehzehnt sowie (Regelungen zu) Erstgeburten haben Gültigkeit im Angesicht des Tempels und nicht im Angesichts des Tempels.“

Offenbar sollten die Bestimmungen und Informationen dennoch aufbewahrt und tradiert werden bis in eine Zeit, in welcher der Tempel wieder bestünde.
Der Traktat enthält wertvolle Informationen zum Finanz- und Wirtschaftsleben im Land Israel. Bemerkenswert ist, dass zur Entrichtung der Abgabe nur der sogenannte Tyrische Schekel zugelassen war. Dieser erfreute sich besonderer Wertschätzung, da sein Silbergehalt besonders hoch und über lange Zeit gleichbleibend war. Andere Münzen bzw. Währungen mussten in Tyrische Schekel umgetauscht werden, was die Anwesenheit von Wechslern im Tempelbezirk erforderlich machte.
Weiterhin enthält der Traktat eine lageplanartige Beschreibung von Einrichtungen auf dem Tempelgelände, die für die Kenntnis der Funktionsweise des Tempelkultes unerlässlich ist. Daneben finden sich aber auch aggadische Traditionen über das Versteck der Bundeslade (6,2) und die phantastische Beschaffenheit des Vorhangs im Tempel (8,5).
An den Diskussionen sind Rabbinen aller Generationen beteiligt, erwähnt werden auch biblische Gestalten sowie historische Persönlichkeiten aus der Zeit des Tempels.
In den traditionellen Ausgaben steht der Traktat an vierter Stelle in der Ordnung Moed (מועד), in den alten Mischnahandschriften jedoch an fünfter Stelle nach Joma. Beide Traktate haben acht Kapitel, so dass die Vertauschung erklärlich ist. Zu Scheqalim existiert ein Tosefta-Traktat, ebenso eine Gemara im Jerusalemer bzw. palästinischen Talmud, nicht jedoch im babylonischen Talmud. In Ausgaben des letzteren ist jedoch meist der Text des Jeruschalmi beigegeben.